# Allium bolanderi
Allium bolanderi — вид трав'янистих рослин родини амарилісові (Amaryllidaceae), ендемік південного заходу США.

## Опис
Цибулин 1–6+, від косо-яйцеподібних до ± довгастих, 0.7–1.4 × 0.5–1.2 см; зовнішні оболонки від коричневих до сіро-коричневих, перетинчасті; внутрішні оболонки білі. Листки стійкі, в'януть від кінчика в період цвітіння, 2–3, листові пластини 9–30 см × 1–2 мм, краї цілі. Стеблина стійка, поодинока, пряма, 10–35 см × 1–3 мм. Зонтик стійкий, прямостійний, від компактного до нещільного, 10–20-квітковий, півсферичний, цибулинки невідомі. Квіти від конусних до дзвінчастих, 7–14 мм; листочки оцвітини прямостійні, червонувато-пурпурні, рідко білі, від вузько ланцетних до ланцюгово-яйцюватих, ± рівні, краї тонко зубчасті, верхівка від гострої до тупої. Пиляки жовті; пилок жовтий. Насіннєвий покрив тьмяний.

## Поширення
Поширений у пд.-зх. Орегоні й пн.-зх. Каліфорнії (США).